# 郁勳
郁勲（1477年—？），字元績，直隸蘇州府常熟縣人，民籍，明朝政治人物。

## 生平
弘治八年（1495年）乙卯科應天府鄉試第八十三名舉人。弘治九年（1496年）中式丙辰科會試第二百八十四名，三甲第一百五十八名進士。

## 家族
曾祖郁鼎志，訓科；祖父郁蒙亨，主事；父郁容，知縣。母張氏（封安人）。重庆下。